# 山羊豆碱
山羊豆碱是一种胍类化合物，分子式C6H13N3，有一定毒性，存在于山羊豆（Galega officinalis）中
，曾被用于治疗2型糖尿病。